# Jamu Mare
Jamu Mare es una comuna ubicada en el distrito de Timiș, Rumania.

## Superficie
Posee una superficie de 196,9 kilómetros cuadrados.

## Demografía
Hasta 2021 la población era de 2748 habitantes, con una densidad de población de 13,96 habitantes por kilómetro cuadrado.